# عماد الصحابي
عماد الصحابي (مواليد 5 نوفمبر 1987) هو لاعب كرة قدم سعودي.

## مسيرة اللاعب
كانت بداياته مع نادي الرياض و إنتقل إلى نادي العروبة في عام 2015 و لعب معهم ثلاث مواسم ونصف و عاد إلى نادي الرياض في عام 2018 و لعب بعدها مع نادي الشعلة ونادي الجندل ونادي الأنوار.

## وصلات خارجية
- عماد الصحابي على موقع قاعدة بيانات كرة القدم.إي يو (الإنجليزية)
- عماد الصحابي على موقع Soccerway.com (الإنجليزية)